# 광안문
광안문(Guang'anmen)은 명나라의 가경제(1521년 - 1567년) 통치 시기에 건설된 고대 베이징의 도시 문으로, 베이징의 도시 벽의 일부였다. 이 문은 도시 중심에서 남서쪽에 위치하고 동쪽을 향하고 있었는데, '확장된 평화의 문', '광닝문' 및 '장이문'으로도 알려져 있었다. 광안문은 베이징으로의 주요 입구 역할을 했다.

## 역사
《연경기》는 청나라 사학자인 구센(顾森)이 쓴 것으로, "일곱 개의 외성문 중 동쪽을 향하는 문이 광닝문이다. 문서에서 광닝문에서 서쪽으로 15리 떨어진 곳에는 루고우 다리가 있으며, 이 다리를 건너서 20리를 더 가면 양향현의 지청을 찾을 수 있다. 이 문은 남부 지방으로부터의 육상 교통에 대한 전략적 통로이며 매우 중요한 역할을 한다."라고 기록되어 있다.
1937년 7월 26일의 광안문 사건은 제2차 중일 전쟁의 일환으로, 제2차 세계대전의 중국 전선이었다. 이 사건은 결국 중국군의 남부 지방으로의 후퇴, 베이징과 티엔진의 함락, 그리고 같은 해 후반에 일본의 전체 북중평야 점령으로 이어졌다.
광안문은 베이징 제2 순환도로 건설을 위해 철거되었는데, 이로 인해 베이징 도시 요새의 대부분이 철거되었다. 원래 두 층으로 된 이중 처마의 탑은 높이가 17.6m(58ft), 길이가 13.8m(45ft), 너비가 6m(20ft)이었다. 탑과 벽이 합쳐진 높이는 26m(85ft)였다.

## 어원
광안문은 명대와 초기 청대에 "광닝문"으로 알려졌다. 이 문은 민닝이라는 개인 이름을 가진 다오광황제(Daoguang Emperor)에 의해 이름이 변경되었다. 중국의 작명금기법 때문에 조상들과 황제의 본명의 글자 사용을 금지하였기 때문에 이름은 유사한 동의어로 변경되었다.

## 근처 지리
광안문은 현재 베이징 서쪽 지역인 서쳉구(Xicheng District)의 한 동네 이름이다. 광안대로(广安大街)가 완공된 후, 이 곳은 현대 베이징의 중요한 교통 동맥 중 하나로서 중요한 비즈니스 지구로 발전했다. 또한 중앙음악학원, 베이징 초등학교(北京小学), 베이징 14고등학교(北京十四中)와 같은 몇몇 명문 교육 기관들이 위치하고 있다.
베이징 지하철 7호선은 광안대로 아래를 지나가고 있다. 또한 이 동네는 다양한 공공 버스 노선을 통해 서비스를 제공받는다.

## 추가자료
- 베이징 도시 요새
- 시청 지구

1. ↑  Press Corps of the War Ministry of Japan 1937 p.4-6